# Pteromalus apionis
Pteromalus apionis är en stekelart som först beskrevs av Goureau 1847.  Pteromalus apionis ingår i släktet Pteromalus och familjen puppglanssteklar. Inga underarter finns listade i Catalogue of Life.